# J'avais 19 ans
Pour plus de détails, voir Fiche technique et Distribution.
J'avais 19 ans (Ich war neunzehn en allemand) est un film est-allemand réalisé par Konrad Wolf, et sorti en 1968.

## Synopsis
En avril 1945, l'Armée rouge fait reculer progressivement la Wehrmacht. Le jeune lieutenant Gregor Hecker, d'origine allemande, revient pour la première fois dans son pays d'origine après douze ans d'exil. Avec quelques hommes sous ses ordres, on lui confie l'administration d'une petite ville. Cherchant à pacifier la zone, il entre en contact avec les habitants. Mais se pose bien vite pour lui la question de son identité : est-il un Soviétique ou un Allemand ? Que signifie pour lui cette patrie en pleine débâcle, qui a commis des crimes impardonnables et à laquelle il se sent si étranger?

## Fiche technique
- Titre : Ich war neunzehn
- Réalisation : Konrad Wolf
- Scénario : Wolfgang Kohlhaase, Konrad Wolf
- Dramaturgie (poste spécifique de la DEFA) : Gerhard Wolf
- Producteur : Herbert Ehler
- Musique : Ernst Busch
- Photographie : Werner Bergmann (de), Peter Süring
- Montage : Evelyn Carow
- Production : DEFA
- Groupe artistique : "Babelsberg 67"
- Assistants de réalisation : Rainer Simon, Doris Borkmann
- Costumes : Werner Bergemann
- Pays de production :  Allemagne de l'Est
- Langue : allemand et russe
- Durée : 115 minutes
- Année de sortie : Allemagne de l'Est - 1967
- Année de sortie : France - 1971

## Conception
Le film est largement inspiré de la propre jeunesse de Konrad Wolf. Celui-ci, fils du dramaturge communiste Friedrich Wolf, a quitté l'Allemagne avec sa famille en 1933, à l'âge de 10 ans, pour n'y revenir qu'en 1945, sous l'uniforme de l'Armée rouge. Cette expérience lui inspirera également un autre film en 1977 : Maman, je suis vivant (Mama, ich lebe) qui met en scène quatre Allemands combattant aux côtés de l'URSS contre leurs compatriotes. Après la guerre, Konrad Wolf retournera en Union soviétique, notamment pour effectuer sa formation cinématographique, et restera toute sa vie un intermédiaire entre les deux pays.

## Réception
J'avais 19 ans a rencontré un grand succès en RDA (plus de 3 millions de spectateurs) , obtenant également des récompenses (Prix Heinrich-Greif de 1e classe). Il a connu une distribution internationale, qui a permis de sortir, dans une certaine mesure, le cinéma est-allemand de son isolement.